# مانويل مدينا
مانويل مدينا (بالإسبانية: Manuel Medina)‏ (و. 1976  م) هو راكب دراجة هوائية فنزويلي.

## روابط خارجية
- مانويل مدينا على موقع أرشيف الدراجات (الإنجليزية)
- مانويل مدينا على موقع إحصائيات الدراجات الإحترافية (الإنجليزية)
- مانويل مدينا على موقع نسبة الدراجات (الإنجليزية)